# HD 169830 b
HD 169830 b – planeta pozasłoneczna okrążająca gwiazdę HD 169830.
Planeta jest gazowym olbrzymem trzy razy masywniejszym od Jowisza. Gwiazda jest większa i jaśniejsza niż Słońce, więc temperatura na powierzchni planety jest bardzo wysoka. Przypuszczalnie jest zbyt gorąca, aby w jej atmosferze tworzyły się chmury.